# Sądkowo (przystanek kolejowy)
Sądkowo – nieczynny kolejowy przystanek osobowy na linii kolejowej nr 254 w dawnej wsi Sądkowo, w województwie warmińsko-mazurskim, w Polsce.

## Historia
W roku 1897 rozpoczęto budowę Kolei Nadzalewowej (niem. Haffuferbahn – HUB) – linii kolejowej, która w zamyśle niemieckich projektantów miała połączyć Elbląg z Królewcem. W maju 1899 roku ukończono budowę odcinka z Elbląga do Fromborka, a we wrześniu oddano do użytku odcinek łączący Frombork z Braniewem, na którym położony jest przystanek kolejowy Sądkowo.
Regularny ruch pociągów osobowych na trasie został zawieszony 1 kwietnia 2006. Od tego czasu kursowały tu tylko pociągi specjalne i towarowe. Jeszcze w latach 2010 i 2011 wznowiono, staraniem Pomorskiego Towarzystwa Miłośników Kolei Żelaznych, na czas wakacji, w soboty i niedziele kursy z Grudziądza i Elbląg do Braniewa, zatrzymujące się na tej stacji. Ostatni pociąg pasażerski zatrzymał się na stacji 7 lipca 2013. Obecnie linia jest nieczynna.
Przed wojną przystanek funkcjonował pod niemiecką nazwą Sankau. W latach 1945–1946 nosił nazwę Sankowo, od 1947 przemianowany na Sądkowo.